# NGC 1319
NGC 1319 este o galaxie lenticulară situată în constelația Eridanul. A fost descoperită în 13 noiembrie 1835 de către John Herschel.